# Liste der Klöster in Kleinpolen
Diese Liste enthält bestehende und ehemalige Klöster und Niederlassungen in der historischen Region Kleinpolen (mit dem ehemaligen Westgalizien).
Das Gebiet liegt in den heutigen Woiwodschaften Kleinpolen, Heiligkreuz und Karpatenvorland und kleineren Teilen der Woiwodschaften Lublin, Masowien und Schlesien.

## Klöster
Albertinerinnen
- Einsiedlerkloster der Albertinerinnen, Westtatra

Augustiner
- Augustinerkloster Krakau (bestehend)
- Augustiner-Chorherrenkloster in Mstów

Benediktiner
- Konvent Święty Krzyż (Heilig Kreuz, nicht bestehend)
- Abtei Tyniec (bestehend)

Benediktinerinnen
- Kloster Staniątki in Staniątki

Bonifraten
- Kloster Zebrzydowice in Zebrzydowice

Chorherren vom heiligen Grab
- Kloster Miechów (nicht bestehend)

Dominikaner
- Dominikanerkloster Krakau
- Dominikanerkloster Sandomierz

Franziskaner
- Franziskanerkloster Krakau

Bernhardiner
- Bernhardinerkloster Alwernia (bestehend)
- Bernhardinerkloster Kalwaria Zebrzydowska (bestehend) in Kalwaria Zebrzydowska
- Bernhardinerkloster Tarnów

Reformaten
- Reformatenkloster Biecz
- Reformatenkloster Kęty
- Reformatenkloster Sandomierz
- Reformatenkloster Wieliczka
- Reformatenkloster Zakliczyn

Jesuiten
- Jesuitenresidenz Nowy Sącz (bestehend, vorher Prämonstratenser)

Kamaldulenser
- Kamaldulenserkloster Krakau

Karmeliten
- Karmelitenkloster Czerna
- Karmelitenkloster Krakau

Karmelitinnen
- Karmelitinnenkloster Krakau

Klarissen
- Klarissenkloster Stary Sącz in Stary Sącz

Oblaten
- Kloster Święty Krzyż (bestehend)

Piaristen
- Kloster Hebdów (bestehend, vorher Prämonstratenserinnen)

Pauliner
- Paulinerkloster Krakau
- Nationalheiligtum Jasna Góra

Prämonstratenser
- Kloster Brzesko (nicht bestehend)
- Prämonstratenserkloster Nowy Sącz (nicht bestehend)

Prämonstratenserinnen
- Kloster Busko (nicht bestehend)
- Kloster Hebdów (nicht bestehend)
- Kloster Imbramowice in Imbramowice
- Kloster Krzyżanowice (nicht bestehend)

- Prämonstratenserinnenkloster  (Norbertinerinnenkloster) Krakau

Redemptoristen
- Kloster Tuchów (nicht bestehend)

Zisterzienser
- Kloster Jędrzejów (bestehend)
- Kloster Koprzywnica (nicht bestehend)
- Abtei Mogila (bestehend)
- Priorat Szklane Domy (seit 1990 bestehend)
- Abtei Szczyrzyc (bestehend)
- Abtei Wąchock (bestehend)